# Kazimierz Czarnecki (polityk)
Kazimierz Czarnecki (ur. 8 stycznia 1923 w Olewinie, zm. 28 stycznia 2017) – polski polityk i działacz społeczny, poseł na Sejm PRL VI kadencji.

## Życiorys
W czasie okupacji niemieckiej podczas II wojny światowej, w latach 1941–1945, był więźniem niemieckich nazistowskich obozów pracy (Hermansdorf, Ratwitz, Markstadt i Auschwitz). Po wojnie przez 36 lat pracował w Olkuskiej Fabryce Naczyń Emaliowanych, był również instruktorem nauki zawodu w Szkole Przyzakładowej. Uzyskał kwalifikacje spawacza, a potem zdobył dyplom mistrzowski tokarza. Był instruktorem zawodu w zasadniczej szkole przyzakładowej. Udzielał się jako działacz społeczny i kulturalny. Działał w związku zawodowym, zaś od 1962 należał do Polskiej Zjednoczonej Partii Robotniczej. Piastował również funkcję przewodniczącego Towarzystwa Przyjaciół Ziemi Olkuskiej. Był wieloletnim radnym Miejskiej Rady Narodowej, a w latach 1972–1976 posłem na Sejm PRL VI kadencji, reprezentując okręg Chrzanów. W 1982 był założycielem koła Polskiego Związku Byłych Więźniów Politycznych Hitlerowskich Więzień i Obozów Koncentracyjnych w Olkuszu. W okresie III RP działał (do końca życia) w Unii Pracy, współtworzył jej olkuskie struktury. W 2003 został uhonorowany tytułem Honorowego Obywatela Olkusza.
Pochowany 3 lutego 2017 na cmentarzu parafialnym w Olkuszu.

## Odznaczenia
- Krzyż Kawalerski Orderu Odrodzenia Polski
- Złoty Krzyż Zasługi
- Srebrny Krzyż Zasługi
- Krzyż Oświęcimski
- Medal Komisji Edukacji Narodowej
- Medal 30-lecia Polski Ludowej
- Medal 40-lecia Polski Ludowej
- Odznaka Zasłużonego Działacza Związku Zawodowego Metalowców
- Złoty Medal Za Zasługi Dla Rozwoju Ziemi Krakowskiej
- Złoty Medal Za Zasługi Dla Województwa Katowickiego
- Srebrny Medal „Za Zasługi dla Pożarnictwa”
- Złoty Medal „Za Zasługi dla Pożarnictwa”
- Odznaka 1000-lecia Państwa Polskiego